# Acquaviva Collecroce
Acquaviva Collecroce (moliseslawisch Živavoda Kruč oder Kruč) ist eine italienische Gemeinde in der Provinz Campobasso in der Region Molise mit 558 Einwohnern (Stand 31. Dezember 2023).
Das Dorf liegt in einem hügeligen Gebiet zwischen den Flüssen Biferno und Trigno.
Acquaviva Collecroce ist zusammen mit San Felice del Molise und Montemitro eine der drei Gemeinden, in denen die moliseslawische Sprache gesprochen wird (italienisch Area Minoranza Linguistica Croata).